# Самопошкодження
Самопошкодження — навмисне пошкодження свого тіла через внутрішні причини без суїцидальних намірів. На позначення цього явища також використовують термін-англіцизм селфхарм або селфгарм від англ. self-harm, що дослівно перекладають як «пошкодження власного тіла».

## Загальний опис
Самоушкодження зустрічається як симптом багатьох психічних розладів. Найбільш часта форма самопошкодження — порізи та роздряпування шкіри за допомогою гострих предметів. Інші форми самопошкодження включають перетискання й удари по частинах тіла, обпалення шкіри, перешкоджання загоєнню ран, виривання волосся, вживання токсичних речовин.
Поведінку, пов'язану зі зловживанням психоактивними речовинами й розладами прийому їжі не відносять до самопошкодження, оскільки побічні ефекти пов'язані з ушкодженнями тканин виходять ненавмисно. Попри те, що самогубство не є наміром заподіяти шкоду, зв'язок між самопошкодженням і самогубством складний, оскільки пошкодження тіла є потенційно небезпечним для життя. Ризик самогубства серед людей, які заподіюють собі шкоду є високим. 40—60 % усіх самогубств супроводжуються самопошкодженням. Однак вважати, що люди, схильні до самоушкодження, також є потенційними самогубцями в більшості випадків — неточно.
Самопошкодження відзначено в DSM-IV і DSM-5 як симптом прикордонного розладу особистості. До 70 % пацієнтів з прикордонним розладом особистості роблять самоушкодження без суїцидальних намірів. Однак можуть пошкоджувати себе також пацієнти з іншими діагнозами, як от тяжкий депресивний розлад, тривожні розлади, зловживання психоактивними речовинами, розлади прийому їжі, ПТСР, шизофренія і різні розлади особистості. Самоушкодження можуть проявлятися й у людей, які не мають основного клінічного діагнозу, однак навіть в доклінічних випадках самопошкодження пов'язане з різними проблемами психічного здоров'я, включаючи тривогу, суїцидальну ідеацію і депресію. Заподіяння собі шкоди часто може бути пов'язане з травмами, емоційним і сексуальним насильством.
Самоушкодження може бути симптомом такої хвороби, як синдром Леша-Ніхена. Нав'язлива агресивна поведінка і самоушкодження в цьому випадку пов'язані з дефіцитом ферменту гіпоксантин-гуанінфосфорибозилтрансферази.
Не виключені самоушкодження серед молодих жінок, ветеранів воєн, мешканців будинків-інтернатів, ув'язнених, представників ЛГБТК+ спільноти (ймовірно, як наслідок неприйняття суспільством), серед людей, що піддавалися жорстокому поводженню в дитинстві.

## Симптоми
Вісімдесят відсотків самопошкоджень стосуються проколювань чи порізів шкіри гострими предметами. Місцями самопошкодження часто є ділянки тіла, які легко приховати. Окрім визначення самопошкодження з точки зору акта пошкодження організму, може бути більш точне визначення самопошкодження, як намагання боротися з емоційним стражданням.

## Поширення

Смерті від самопошкодження на мільйон населення, 2012
3–23
24–32
33–49
50–61
62–76
77–95
96–121
122–146
147–193
194–395

Точної статистики наразі немає. Частково це пояснюється відсутністю достатньої кількості спеціалізованих науково-дослідних центрів для забезпечення системи безперервного моніторингу. Однак, навіть маючи достатньо ресурсів, статистичні оцінки є грубими, оскільки більшість випадків самопошкодження не розголошуються медпрацівниками, оскільки акти самопошкодження часто проводяться таємно, а рани можуть бути поверхневими та легко піддаються лікуванню особою. Зафіксовані результати можуть базуватися на трьох джерелах: психіатричні зрізи, лікарняні та загальні обстеження населення.
За оцінкою ВООЗ станом на 2010 рік сталося 880 000 смертей внаслідок самопошкодження. Близько 10 % звернень до медичних відділень у Великій Британії є наслідком самопошкодження, більшість із яких це передозування наркотиками. Однак дослідження, засновані лише на прийомі в лікарню, можуть приховати більшу групу постраждалих, які не потребують або не шукають лікарняного лікування для своїх травм. Багато підлітків, які відвідують загальні лікарні з умисним самопошкодженням, повідомляють про попередні випадки ушкоджень, щодо яких не зверталися до лікарень. У Сполучених Штатах до 4 % дорослих людей завдають собі шкоди, приблизно 1 % населення завдає собі хронічні або важкі пошкодження.
Сучасні дослідження свідчать про те, що показники самопошкодження є значно вищими серед молоді із середнім віком настання від 14 до 24 років. Наймолодші випадки самопошкодження зафіксовані у дітей віком від 5 до 7 років.
Дослідження щодо мешканців Ірландії віком понад 55 років показало, що в лікарнях їм надають допомогу у зв'язку з самопошкодженнями у 2—2,5 раза частіше в містах і міських районах, ніж у сільській місцевості, якщо порівнювати кількість випадків на одну кількість населення. Дослідження CASE (Самонанесення шкоди дітям та підліткам у Європі) дозволяє припустити, що ризик самопошкодження у житті становить ~1:7 для жінок та ~1:25 для чоловіків.

## Галерея

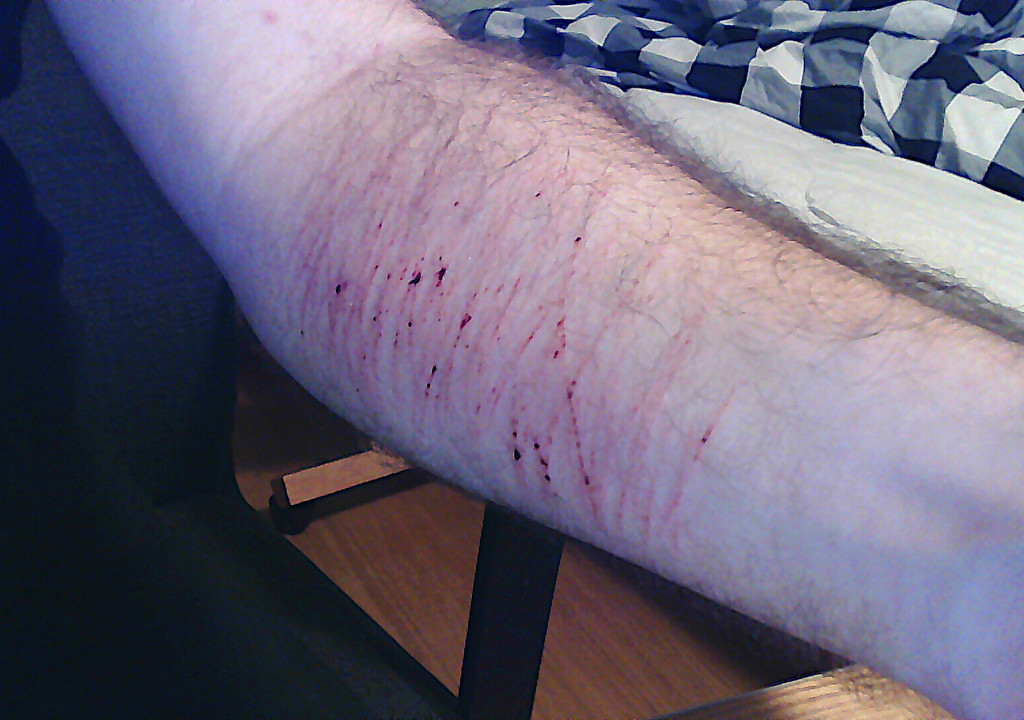
Порізи на руці
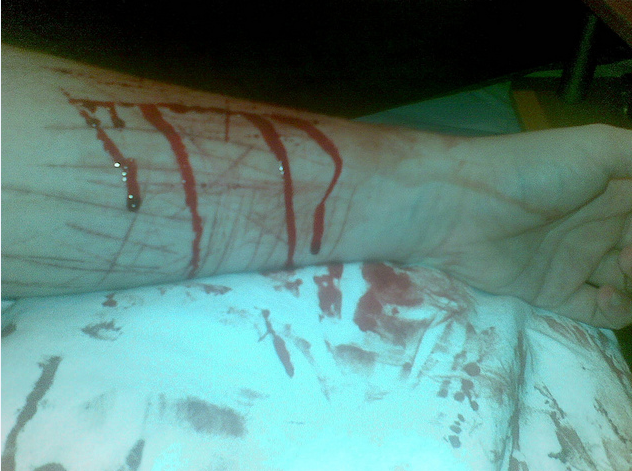
Свіжі порізи

## Типологія
Виділяють такі підтипи самопошкоджуючої поведінки: імпульсивна, компульсивна, та стереотипна (на підставі частоти та ступеня тяжкості вчинених актів).
Імпульсивна поведінка самопошкодження включає в себе дії, що здійснюються без попереднього планування, з метою тимчасового полегшення емоційного болю або дискомфорту, як реакція на стрес чи негативні емоції. Такі дії не мають суїцидальних намірів, проте вони можуть призвести до серйозних фізичних і психологічних наслідків.
До прикладів імпульсивного самопошкодження відносяться:
- порізи чи подряпини на шкірі за допомогою гострих предметів;
- опіки, отримані шляхом контакту з гарячими предметами;
- навмисне завдання ударів по твердих поверхнях;
- порушення харчової поведінки.

Ця форма самопошкодження часто виникає через відчуття втрати контролю або потребу в саморегуляції. Основною метою таких дій є зниження рівня психологічного стресу, зменшення інтенсивності негативних емоцій або самопокарання. Імпульсивна поведінка самопошкодження часто асоціюється з психічними розладами, зокрема з прикордонним розладом особистості або депресією, і може бути спричинена соціальними чинниками. Лікування цієї поведінки зазвичай включає психотерапевтичні методи медикаментозу.
Компульсивна поведінка самопошкодження характеризується періодичними, неконтрольованими діями, які особа здійснює під сильним внутрішнім примусом, відчуваючи необхідність виконати самопошкоджувальну поведінку для полегшення внутрішньої напруги чи тривоги. Такі дії часто мають регулярний характер і можуть повторюватися частіше, ніж імпульсивні акти самопошкодження, також мають назву «поверхневі форми самопошкодження».
Приклади компульсивного самопошкодження включають:
- трихотіломанія — примусове виривання волосся з різних частин тіла;
- дерматиломанія — компульсивне дряпання, колупання або видалення шкіри, що може призвести до серйозних ран чи занесення інфекцій;
- оніхофагія — неконтрольоване гризіння нігтів або шкіри навколо них до утворення ран та кровотечі;
- компульсивне кусання губ або внутрішньої частини щоки.

Компульсивні форми самопошкодження часто спостерігаються при обсесивно-компульсивному розладі (ОКР), тривожних розладах або є реакцією на хронічний стрес. Метою таких дій є зниження рівня внутрішнього напруження, тривоги чи стресу шляхом виконання певного деструктивного ритуалу. Такі дії можуть повторюватися регулярно, однак після їх виконання людина не завжди відчуває полегшення, що може призводити до розчарування чи сорому. Лікування компульсивних самопошкоджень зазвичай включає когнітивно-поведінкову терапію, медикаментозну підтримку та методи регуляції стресу.
Стереотипна поведінка самопошкодження, на відміну від імпульсивних і компульсивних форм, проявляється у вигляді повторюваних, ритмічних та одноманітних дій, які людина виконує без усвідомлення наміру завдати шкоди собі. Такі дії часто спостерігаються у людей з нейророзвитковими порушеннями.
Прикладами стереотипного самопошкодження є:
- кусання себе;
- дряпання шкіри або тертя кінцівок;
- колупання очей.

Хоча деякі приклади стереотипних самопошкоджень можуть бути схожими на імпульсивні та компульсивні, стереотипне самопошкодження зазвичай не є свідомою спробою зменшити емоційний біль, а скоріше є автоматичними або рутинними діями, що не мають емоційного підґрунтя.